# Yves Cosson
Pour les articles homonymes, voir Cosson (homonymie).
Yves Cosson, né le 21 avril 1919 à Châteaubriant et décédé le 10 mars 2012 à Nantes, est un poète et universitaire français. Il fut prisonnier de guerre de 1940 à 1945.

## Biographie
Ancien élève de l'École normale supérieure de Saint-Cloud, docteur de 3e cycle pour une thèse : Édition critique des Conversations dans le Loir-et-Cher de Paul Claudel, il a fait toute sa carrière à Nantes comme professeur au Collège moderne puis à la Faculté des lettres de Nantes. Professeur honoraire depuis 1983. Il a été l'ami de René Guy Cadou et de Thomas Narcejac. Il a eu pour étudiants, Paul Louis Rossi, Robert Belfiore  et Jean Rouaud, et Michel Cantal-Dupart.
Yves Cosson a été le collaborateur de nombreuses revues et tenu la rubrique de critique littéraire de Témoignages, le Peintre, la Revue du Bas-Poitou et Presse-Océan et il est secrétaire général honoraire de l'Académie de Bretagne et des Pays de la Loire. Membre de la Société des gens de lettres.

## Publications
- À cloche-cœur, Debresse, 1955
- Ma croix de par Dieu, Presses monastiques, 1955
- Folie douce, Chiffoleau, 1960
- Désir désert, Chiffoleau, 1960
- Deux hommes sur trois ont faim, "Textes et Documents: 6", 1961
- Louis Suire, le peintre ami du silence, Revue du Bas-Poitou et des Provinces de l'Ouest, Fontenay-le-Comte, 1964
- Cour D'amour, Seghers, 1966
- Plusieurs articles et poèmes dans le journal Pub Magazine, Nantes, 1970-1975
- L’Aventure aventureuse, Saint-Germain-de-Prés, 1977
- Itinéraire poétique, Pierre Gauthier, 1982
- Dossier Yves Cosson, Revue A Contre-Silence, no 18, juillet 1985
- Gramophone enroué, Convergence, 1986
- Les Arbres d’Eden, préface de Daniel Briolet, Petit Véhicule, 1992
- Cycles de vie, Salorges, 1995
- Miroiteries de l’infini, Petit Véhicule, 2000
- Désir des îles, Sac à mots, 2006
- Nantes au cœur, Siloë, 2006
- La Belle Babel, ill. d'Alain Thomas, préface de Thomas Narcejac, 1979
- Francine Ollivry. La découpe du ciel avec des poèmes d'Yves Cosson, 1985
- Nantes et la littérature, Encyclopédie des villes Bonneton
- Guide Gallimard de Loire-Atlantique. Le pays vu par les écrivains, Gallimard
- Julien Lanoë dans Le Rêve d'une ville. Nantes et le surréalisme, Nantes, Musée des Beaux-arts, 1994
- Navigation à l'estime - Un dialogue d'amitié - Jean-Claude Lamatabois, Éditions d'Orbestier, 2009
- (collectif) Sous le signe d'Hélène Cadou, Èditions du Traict, 2010

ainsi que de nombreux articles dans les Cahiers de l’Académie de Bretagne, pour de multiples revues dont la chronique d'ouverture de la revue 7 à Dire.

## Pour approfondir